# Грамма, Зеноб Теофил
Зеноб Теофил Грамма (фр. Zénobe-Théophile Gramme; 4 апреля 1826[…], Jehay, Валлония — 20 января 1901[…], Буа-Коломб)) — изобретатель названных его именем магнито- и динамоэлектрических машин. 

## Биография
По происхождению бельгиец. Состоял модельщиком на заводах французского общества «Alliance», искавшего лучшие способы устройства магнитоэлектрических машин для разложения воды.
В 1870 году Грамма независимо от флорентийского профессора Антонио Пачинотти, предложившего тот же принцип ещё в 1860 году, изобрел названную его именем систему обмотки якорей динамоэлектрических машин, давшую впервые возможность промышленным образом добывать электрический ток.
17 июля 1871 года французский физик Жюль Жамен представил машину Грамма парижской академии наук. В 1873 году Грамма был награждён золотой медалью на выставке в Вене, в 1875 году — медалью общества поощрения развития электротехники. В 1876—1877 годы основано общество «Societé des machines Gramme» для эксплуатации изобретения Грамма. В 1878 году машины Грамма были впервые применены для освещения Парижа.
В 1891 году изобрёл вентилятор. 
Грамма скончался 20 января 1901 года в Бельгии. Похоронен на Пер-Лашез.

## Память
Изображен на бельгийской почтовой марке 1930 года.